# Gaylesville
Gaylesville é uma cidade  localizada no estado americano do Alabama, no Condado de Cherokee.

## Demografia
Segundo o censo americano de 2000, a sua população era de 140 habitantes.
Em 2006, foi estimada uma população de 145, um aumento de 5 (3.6%).

## Geografia
De acordo com o United States Census Bureau, a localidade tem uma área de 0,9 km², sem área coberta por água. Gaylesville localiza-se a aproximadamente 173 m acima do nível do mar.

## Localidades na vizinhança
O diagrama seguinte representa as localidades num raio de 32 km ao redor de Gaylesville.